# Гаплогруппа O (Y-ДНК)
Гаплогруппа O (M175) — Y-хромосомная гаплогруппа человека. Высокая концентрация носителей этой гаплогруппы наблюдается в Восточной и Юго-Восточной Азии у китайцев, корейцев, японцев, филиппинцев, малайцев, других народов Восточной и Юго-Восточной Азии, кроме того, у сопредельных народов, на которых они повлияли в качестве субстрата. Практически отсутствует эта гаплогруппа в Европе, Африке, Америке и на Ближнем Востоке. 
Гаплогруппа O является потомком гаплогруппы NO1-M214, входящей гаплогруппу NO (F549/M2335/S22380/V4208). Родственна гаплогруппе N, распространенной в Северной Евразии.
Гаплогруппа O образовалась ок. 36 800 л. н., последний общий предок современных носителей гаплогруппы O жил 31,2 тыс. лет назад.
Датировка прибытия носителей австроазиатских языков в Южную Азию на основе оценок расширения Y-хромосомной гаплогруппы O2a1-M95 дала даты между 3000 и 2000 годом до нашей эры.
O2a2b-P164 распространена в австронезийскоязычных популяциях в западной части Тихого океана, включая ами Тайваня (36%) и филиппинцев Минданао (50%), а также у киритимати Микронезии (70%), а также Тонга и Самоа Западной Полинезии (54% и 33% соответственно), а в популяциях Восточной Полинезии она снижается до низких частот. Сообщества Полинезии и Микронезии демонстрируют значительное сходство гаплотипов между и внутри популяций, что предполагает обширное родство популяций. Наблюдаемое сходство, а также значения возраста и разнообразия субгаплогрупп внутри P 164 среди австронезийскоязычного населения сигнализируют о пути миграции предков и отношениях, которые связывают ами Тайваня с отдаленными общинами в Западной и Восточной Полинезии, Микронезии и маори Новой Зеландии. Секвенирование австронезийской Y-хромосомы с высоким разрешением показывает, что линия P 164 возникла примерно 19 000 л. н., а затем разделилась на три ветви, разделяющие аборигенов ами, Юго-Восточную Азию и полинезийские/микронезийские популяции примерно 4700 л. н., что примерно совпало с возникновением австронезийской диаспоры. Y-хромосомы всего исследованного населения Полинезии и Микронезии принадлежат к субкладу O-FT 257096.
Субклад O2a2b1a1a1a4a2-Z25929, выявленный в популяции народа И (Ляншань-Ийский автономный округ) происходит от многочисленных иммигрантов из Юго-Восточной Азии.

## Палеогенетика
- Гаплогруппа O2 (субклад O3a3) была обнаружена у представителя культуры Хуншань[6][7], О1 — у представителей культуры Лянчжу[8][9].
- О2 с 97,1 % вероятностью определена у ботайского человека (GlenoidFossa и 1 зуб) из Северо-Казахстанского регионального музейного объединения в городе Петропавловск (DYS390-24, DYS391-11, DYS392-13, DYS393 -14, DYS19 -15, DYS385 a/b -17/18, DYS439 -13, DYS389 I -12, DYS389 II -29, DYS448-23, DYS458 -15, DYS437 -15, GATA H4 -11, DYS456 -16, DYS438 -13, DYS635 –21)[10].
- В Гималаях определили субклад O2 (M117) у образца C1 из Chokhopani (3150—2400 л. н.) и у образцов S10 и S35 из Samdzong (1750—1250 л. н.)[11][12].
- У неолитического образца Vt77 (ок. 2650 л. н.) из Вьетнама определён субклад O2a2b1a2a1, у неолитического образца Ma912 (ок. 2440 л. н.) из Малайзии определён субклад O1b1a1a1b1[13].
- O определили у образца Yayoi_2  (2001—1931 л. н., Период Яёй, Япония)[14]
- O1b*-F435 и O2a2b2a1a-F4110 определили у образцов эпохи династии Хань из Шичэнцзы в Синьцзяне (уезд Цитай)[15]
- O3a2c определили у образца имперского периода Кофун JpIw32 (1347—1409 л. н.)[14].
- O2a2-P201>O2a2b1-M134>O2a2b1a1-Page23>M1706 определили у представителя племени Хэйшуй Мохэ[англ.] I1209 (Burial 2, Skeleton 1, 1039—1224 гг.) со стоянки Roshino-4 в Приморском крае[16].

## Гаплогруппа O
ISOGG 2017 (ver.12.244).
- O (M175)
  - O1 (54)
    - O1a (M119)F265/M13
      - O1a1 (B384/Z23193)
        - O1a1a (M307.1/P203.1)
          - O1a1a1 (F446)
            - O1a1a1a (F140)
              - O1a1a1a1 (F78)
                - O1a1a1a1a (F81)
                  - O1a1a1a1a1 (CTS2458)
                    - O1a1a1a1a1a (F533)
                      - O1a1a1a1a1a1 (F492)
                        - O1a1a1a1a1a1a (F656)
                          - O1a1a1a1a1a1a1 (A12440)
                            - O1a1a1a1a1a1a1a (A12439)

                          - O1a1a1a1a1a1a2 (A14788)
                          - O1a1a1a1a1a1a3 (F65)
                          - O1a1a1a1a1a1a4 (MF1068)
                          - O1a1a1a1a1a1a5 (Z23482)

                        - O1a1a1a1a1a1b (FGC66168)

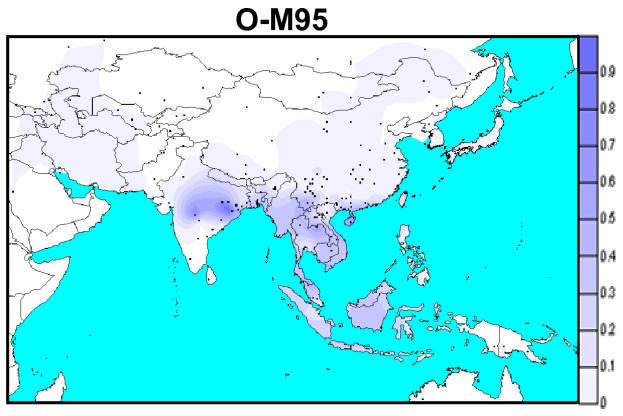
Распространение субклада O1b1a1a-M95

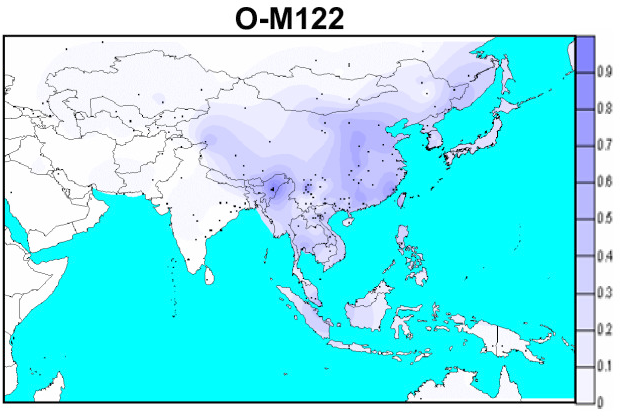
Распространение субклада O2-M122

                          - O1a1a1a1a1a1b1 (CTS11553)

                        - O1a1a1a1a1a1c (Y31266)
                          - O1a1a1a1a1a1c1 (Y31261)

                        - O1a1a1a1a1a1d (A12441)
                        - O1a1a1a1a1a1e (MF1071)
                          - O1a1a1a1a1a1e1 (MF1074)

                      - O1a1a1a1a1a2 (CTS4585)

                  - O1a1a1a1a2 (MF1075)

              - O1a1a1a2 (YP4610/Z39229)
                - O1a1a1a2a (AM00330/AMM480/B386)
                  - O1a1a1a2a1 (AM00333/AMM483/B387)
                    - O1a1a1a2a1a (B388)

                - O1a1a1a2b (SK1555)

            - O1a1a1b (SK1568/Z23420)
              - O1a1a1b1 (M101)
              - O1a1a1b2 (Z23392)
                - O1a1a1b2a (Z23442)
                  - O1a1a1b2a1 (SK1571)

          - O1a1a2 (CTS52)
            - O1a1a2a (CTS701)
              - O1a1a2a1 (K644/Z23266)

        - O1a1b (CTS5726)

      - O1a2 (M110)
        - O1a2a (F3288)
          - O1a2a1 (B392)
            - O1a2a1a (B393)

      - O1a3 (Page109)

    - O1b (M268)
      - O1b1 (F2320)
        - O1b1a (M1470)
          - O1b1a1 (PK4)
            - O1b1a1a (M95)
              - O1b1a1a1 (F1803/M1348)
                - O1b1a1a1a (F1252)
                  - O1b1a1a1a1 (F2924)
                    - O1b1a1a1a1a (M111)
                      - O1b1a1a1a1a1 (F2758)
                        - O1b1a1a1a1a1a (Z24083)
                          - O1b1a1a1a1a1a1 (Z24089)
                            - O1b1a1a1a1a1a1a (F923)
                              - O1b1a1a1a1a1a1a1 (CTS2022)
                                - O1b1a1a1a1a1a1a1a (F1399)
                                  - O1b1a1a1a1a1a1a1a1 (F2415)

                              - O1b1a1a1a1a1a1a2 (Z24131)
                              - O1b1a1a1a1a1a1a3 (Z24100)

                            - O1b1a1a1a1a1a1b (SK1627/Z24091)
                              - O1b1a1a1a1a1a1b1 (Z39410)

                          - O1b1a1a1a1a1a2 (Z24088)

                      - O1b1a1a1a1a2 (F2890)
                        - O1b1a1a1a1a2a (Z24048)
                          - O1b1a1a1a1a2a1 (Z24050)

                        - O1b1a1a1a1a2b (Z24014)

                    - O1b1a1a1a1b (CTS5854)
                      - O1b1a1a1a1b1 (Z23810)
                        - O1b1a1a1a1b1a (CTS7399)
                          - O1b1a1a1a1b1a1 (FGC19713/Y14026)
                            - O1b1a1a1a1b1a1a (Z23849)
                              - O1b1a1a1a1b1a1a1 (FGC61038)

                        - O1b1a1a1a1b1b (CTS651)
                          - O1b1a1a1a1b1b1 (CTS9884)

                      - O1b1a1a1a1b2 (F4229)
                        - O1b1a1a1a1b2a (F809)
                          - O1b1a1a1a1b2a1 (F2517)

                  - O1b1a1a1a2 (SK1630)
                    - O1b1a1a1a2a (SK1636)

                - O1b1a1a1b (F789/M1283)
                  - O1b1a1a1b1 (FGC29900/Y9322/Z23667)
                    - O1b1a1a1b1a (B426/FGC29896/Y9033/Z23671)
                      - O1b1a1a1b1a1 (FGC29907/YP3930)
                      - O1b1a1a1b1a2 (B427/Z23680)

                    - O1b1a1a1b1b (Z39485)
                    - O1b1a1a1b1c (B418)

                  - O1b1a1a1b2 (SK1646)

              - O1b1a1a2 (CTS350)
              - O1b1a1a3 (Page103)

            - O1b1a1b (F838)
              - O1b1a1b1 (F1199)

          - O1b1a2 (Page59)
            - O1b1a2a (F993)
              - O1b1a2a1 (F1759)
                - O1b1a2a1a (CTS1127)

            - O1b1a2b (F417/M1654)
              - O1b1a2b1 (F840)
                - O1b1a2b1a (F1127)

              - O1b1a2b2 (CTS1451)

            - O1b1a2c (CTS9996)

      - O1b2 (P49, M176)
        - O1b2a (F1942/Page92)
          - O1b2a1 (CTS9259)
            - O1b2a1a (F1204)
              - O1b2a1a1 (CTS713) 
                - O1b2a1a1a (CTS1875)
                  - O1b2a1a1a1 (CTS10682)

                - O1b2a1a1b (Z24598)
                - O1b2a1a1c (CTS203)

              - O1b2a1a2 (F2868) 
                - O1b2a1a2a (L682)
                  - O1b2a1a2a1 (CTS723)
                    - O1b2a1a2a1a (CTS7620)
                    - O1b2a1a2a1b (A12446)
                      - O1b2a1a2a1b1 (PH40)

                - O1b2a1a2b (F940)

              - O1b2a1a3 (CTS10687)
                - O1b2a1a3a (CTS1215)

            - O1b2a1b (CTS562)

          - O1b2a2 (Page90)

  - O2 (M122)
    - O2a (M324)
      - O2a1 (L127.1)
        - O2a1a (F1876/Page127)
          - O2a1a1 (F2159)
            - O2a1a1a (F1867/Page124)
              - O2a1a1a1 (F852)
                - O2a1a1a1a (F2266)
                  - O2a1a1a1a1 (L599)
                    - O2a1a1a1a1a (Z43961)
                      - O2a1a1a1a1a1 (Z43963)

                - O2a1a1a1b (F854)
                  - O2a1a1a1b1 (Z43966)

                - O2a1a1a1c (Page130)

            - O2a1a1b (F915)
              - O2a1a1b1 (F1478)
                - O2a1a1b1a (PF5390)
                  - O2a1a1b1a1 (CTS1936)
                  - O2a1a1b1a1a (Z43975)
                  - O2a1a1b1a2 (FGC33994)

        - O2a1b (M164)
        - O2a1c (IMS-JST002611)
          - O2a1c1 (F18)
            - O2a1c1a (F117)
              - O2a1c1a1 (F13)
                - O2a1c1a1a (F11)
                  - O2a1c1a1a1 (F632)
                    - O2a1c1a1a1a (F110/M11115)
                      - O2a1c1a1a1a1 (F17)
                        - O2a1c1a1a1a1a (F377)
                          - O2a1c1a1a1a1a1 (F1095)
                            - O2a1c1a1a1a1a1a (F856)
                              - O2a1c1a1a1a1a1a1 (F1418)
                              - O2a1c1a1a1a1a1a2 (Z25097)

                          - O2a1c1a1a1a1a2 (CTS7501)

                        - O2a1c1a1a1a1b (F793)

                      - O2a1c1a1a1a2 (Y20951)
                        - O2a1c1a1a1a2a (Y20932)

                  - O2a1c1a1a2 (F38)
                  - O2a1c1a1a3 (F12)
                  - O2a1c1a1a4 (F930)
                    - O2a1c1a1a4a (F2685)

                  - O2a1c1a1a5 (F1365/M5420/PF1558)
                    - O2a1c1a1a5a (Y15976)
                      - O2a1c1a1a5a1 (Y16154)
                        - O2a1c1a1a5a1a (Y26383)
                          - O2a1c1a1a5a1a1 (SK1686)

                    - O2a1c1a1a5b (FGC54486)
                      - O2a1c1a1a5b1 (FGC54507)

                  - O2a1c1a1a6 (CTS12877)
                    - O2a1c1a1a6a (F2527)
                      - O2a1c1a1a6a1 (CTS5409)
                      - O2a1c1a1a6a2 (F2941)

                  - O2a1c1a1a7 (F723)
                  - O2a1c1a1a8 (CTS2107)
                  - O2a1c1a1a9 (SK1691)

                - O2a1c1a1b (PH203)

            - O2a1c1b (F449)
              - O2a1c1b1 (F238)
                - O2a1c1b1a (F134)
                  - O2a1c1b1a1 (F1273)
                  - O2a1c1b1a2 (F724)

              - O2a1c1b2 (F1266)

            - O2a1c1c (CTS498)

          - O2a1c2 (FGC3750/SK1673)

      - O2a2 (IMS-JST021354/P201)
        - O2a2a (M188)
          - O2a2a1 (F2588)
            - O2a2a1a (CTS445)
              - O2a2a1a1 (CTS201)
                - O2a2a1a1a (M159/Page96)

              - O2a2a1a2 (M7)
                - O2a2a1a2a (F1276)
                  - O2a2a1a2a1 (CTS6489)
                    - O2a2a1a2a1a (F1275)
                      - O2a2a1a2a1a1 (M113)
                      - O2a2a1a2a1a2 (N5)
                      - O2a2a1a2a1a3 (Z25400)

                  - O2a2a1a2a2 (F1863)
                    - O2a2a1a2a2a (F1134)
                      - O2a2a1a2a2a1 (F1262)

                - O2a2a1a2b (Y26403)

            - O2a2a1b (F1837)

          - O2a2a2 (F879)
            - O2a2a2a (F1226)
              - O2a2a2a1 (F2859)

        - O2a2b (P164)
          - O2a2b1 (M134)
            - O2a2b1a (F450/M1667)
              - O2a2b1a1 (M117/Page23)
                - O2a2b1a1a (M133)
                  - O2a2b1a1a1 (F438)
                    - O2a2b1a1a1a (Y17728)
                      - O2a2b1a1a1a1 (F155)
                        - O2a2b1a1a1a1a (F813/M6539)
                          - O2a2b1a1a1a1a1 (Y20928)

                      - O2a2b1a1a1a2 (F1754)
                        - O2a2b1a1a1a2a (F2137)
                          - O2a2b1a1a1a2a1 (F1442)
                            - O2a2b1a1a1a2a1a (F1123)
                              - O2a2b1a1a1a2a1a1 (F1369)

                          - O2a2b1a1a1a2a2 (A16636)

                      - O2a2b1a1a1a3 (Z25907)

                  - O2a2b1a1a2 (FGC23469/Z25852)
                    - O2a2b1a1a2a (F310)
                      - O2a2b1a1a2a1 (F402)
                        - O2a2b1a1a2a1a (F1531)

                  - O2a2b1a1a3 (CTS7634)
                    - O2a2b1a1a3a (F317)
                      - O2a2b1a1a3a1 (F3039)
                      - O2a2b1a1a3a2 (Y29861)

                    - O2a2b1a1a3b (CTS5488)

                  - O2a2b1a1a4 (Z25853)
                    - O2a2b1a1a4a (CTS5492)
                      - O2a2b1a1a4a1 (CTS6987)
                        - O2a2b1a1a4a1a (Z42620)

                      - O2a2b1a1a4a2 ( F20963)

                  - O2a2b1a1a5 (CTS10738/M1707)
                    - O2a2b1a1a5a (CTS9678)
                      - O2a2b1a1a5a1 (Z39663)
                      - O2a2b1a1a5a2 (M1513)

                    - O2a2b1a1a5b (A9457)
                      - O2a2b1a1a5b1 (F17158)

                  - O2a2b1a1a6 (CTS4658)
                    - O2a2b1a1a6a (CTS5308)
                    - O2a2b1a1a6b (Z25928)
                      - O2a2b1a1a6b1 (SK1730/Z25982)
                        - O2a2b1a1a6b1a (Z26030)
                        - O2a2b1a1a6b1b (Z26010)

                      - O2a2b1a1a6b2 (A9462)
                      - O2a2b1a1a6b3 (B456)

                  - O2a2b1a1a7 (YP4864)
                    - O2a2b1a1a7a (Z44068)
                      - O2a2b1a1a7a1 (F5525/SK1748)

                    - O2a2b1a1a7b (Z44071)

                  - O2a2b1a1a8 (Z44091)
                    - O2a2b1a1a8a (Z44092)

                - O2a2b1a1b (CTS4960)

              - O2a2b1a2 (F114)
                - O2a2b1a2a (F79)
                  - O2a2b1a2a1 (F46/Y15)
                    - O2a2b1a2a1a (FGC16847/Z26091)
                      - O2a2b1a2a1a1 (F48)
                        - O2a2b1a2a1a1a (F152)
                          - O2a2b1a2a1a1a1 (F2505)

                        - O2a2b1a2a1a1b (CTS3149)

                      - O2a2b1a2a1a2 (F242)
                        - O2a2b1a2a1a2a (CTS4266)
                          - O2a2b1a2a1a2a1 (Z26108)
                            - O2a2b1a2a1a2a1a (F2173)

                      - O2a2b1a2a1a3 (F2887)
                        - O2a2b1a2a1a3a (F3607)
                          - O2a2b1a2a1a3a1 (F3525)

                        - O2a2b1a2a1a3b (CTS3763)
                          - O2a2b1a2a1a3b1 (A9472)
                          - O2a2b1a2a1a3b2 (FGC16863/Y7110)
                            - O2a2b1a2a1a3b2a (L1360)
                              - O2a2b1a2a1a3b2a1 (FGC16889)

                            - O2a2b1a2a1a3b2b (SK1768/Y7112/Z26257)
                              - O2a2b1a2a1a3b2b1 (F4249)
                                - O2a2b1a2a1a3b2b1a (FGC23868)

                              - O2a2b1a2a1a3b2b2 (CTS335)

                    - O2a2b1a2a1b (CTS53)
                      - O2a2b1a2a1b1 (CTS6373)
                        - O2a2b1a2a1b1a (A9473)

                    - O2a2b1a2a1c (F3386)
                    - O2a2b1a2a1d (Y29828)
                      - O2a2b1a2a1d1 (F735)
                        - O2a2b1a2a1d1a (FGC34973)
                        - O2a2b1a2a1d1b (F1739)

                - O2a2b1a2b (F743)
                  - O2a2b1a2b1 (CTS8481)
                    - O2a2b1a2b1a (CTS4325)
                      - O2a2b1a2b1a1 (A16629)
                      - O2a2b1a2b1a2 (CTS682)

                  - O2a2b1a2b2 (F748)
                    - O2a2b1a2b2a (F728)

                - O2a2b1a2c (Page101)

          - O2a2b2 (AM01822/F3223)
            - O2a2b2a (AM01856/F871)
              - O2a2b2a1 (N7)
                - O2a2b2a1a (F4110)
                  - O2a2b2a1a1 (F4068)
                  - O2a2b2a1a2 (SK1780)

                - O2a2b2a1b (F4124)
                  - O2a2b2a1b1 (IMS-JST008425p6)
                  - O2a2b2a1b2 (BY15188)
                    - O2a2b2a1b2a (F16411)

              - O2a2b2a2 (AM01845/F706)
                - O2a2b2a2a (F717)
                  - O2a2b2a2a1 (F3612)
                  - O2a2b2a2a2 (SK1783)

                - O2a2b2a2b (AM01847/B451)
                  - O2a2b2a2b1 (A17418)
                  - O2a2b2a2b2 (AM01756)
                    - O2a2b2a2b2a (B450)
                    - O2a2b2a2b2b (AM00472/B452)
                      - O2a2b2a2b2b1 (F18942)

                    - O2a2b2a2b2c (A16427)

            - O2a2b2b (A16433)
              - O2a2b2b1 (A16438)
                - O2a2b2b1a (SK1775)
                  - O2a2b2b1a1 (SK1774)

                - O2a2b2b1b (A16440)

      - O2a3 (M300)
      - O2a4 (M333)

    - O2b (F742)
      - O2b1 (F1150)
        - O2b1a (F837)
          - O2b1a1 (F1025)

      - O2b2 (F1055)
        - O2b2a (F3021)